# Belhi (Sarlahi)
Belhi (nepalski: बेल्ही) – gaun wikas samiti w środkowej części Nepalu  w strefie Dźanakpur w dystrykcie Sarlahi. Według nepalskiego spisu powszechnego z 2001 roku liczył on 515 gospodarstw domowych i 3124 mieszkańców (1493 kobiet i 1631 mężczyzn).